# 데먄스크

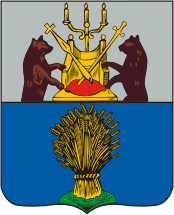
시 문장

데먄스크(러시아어: Демя́нск)는 러시아 노브고로드주 남부에 위치한 도시로, 인구는 5,825명(2002년 기준)이다. 벨리키노브고로드(노브고로드 주의 주도)에서 남동쪽으로 100km 정도 떨어진 곳에 위치한다.
1406년에 처음 등장했고 제2차 세계 대전 중이던 1942년 나치 독일과 소비에트 연방 사이에 데먄스크 포위전이 벌어졌다.